# 有机磷酸酯中毒
有机磷酸酯中毒（organophosphate poisoning）或有机磷酸盐中毒、简称有機磷中毒，是由磷酸酯所導致的中毒，以体内胆碱酯酶活性受抑制从而导致神经机能紊乱为特征。
磷酸酯可用於殺蟲劑、藥物及神經性毒劑。中毒症狀有唾液及淚液分泌增加、腹瀉、嘔吐、瞳孔縮小（针尖瞳）、流汗、肌肉顫抖及意識混亂。症狀一般在數分鐘到數小時內發作，鮮少病例在數週後才出現，症狀長達數天甚至數週。
有机磷酸酯中毒常見於開發中國家農業地區中的意圖自殺病例中，意外中毒則較少。可能的中毒途徑有飲服、或吸入氣化有機磷和皮膚接觸。其生理病理機轉為抑制乙醯膽鹼酯酶（英文簡稱為 AChE）導致乙醯膽鹼（英文簡稱為 Ach）堆積。平常診斷會以症狀為基礎，配合測量血中丁醯膽鹼酯酶的活性來做確診。臨床表現上與胺甲酸鹽中毒相似。
為預防磷酸酯中毒，毒性較強的有機磷酸酯是禁止使用的。需使用殺蟲劑的工作者可以穿著保護性的服裝，在回家之前沖澡也可收預防效果。中毒的一線治療包括阿托品及肟類，如解磷定及地西泮，也推薦使用氧療及靜脈注射等通用治療，使用活性碳或其他手段對胃進行解毒尚未證實有效。理論上，照顧中毒患者的醫護人員也可能因此而中毒，但風險非常微小。
磷酸酯中毒是全球最常見的中毒原因之一，每年將近三百萬起中毒病例中約有二十萬人死亡，約佔15%的中毒病例最後會死亡。早在1962年，就留有磷酸酯的記述。